# کنوت یوهانسون (بازیکن فوتبال، زاده ۱۸۹۲)
کنوت یوهانسون (فنلاندی: Knut Johansson; ۱۰ اوت ۱۸۹۲ – ۳۱ اکتبر ۱۹۶۱) بازیکن فوتبال اهل فنلاند بود.
وی همچنین در تیم ملی فوتبال فنلاند بازی کرده‌است.